# Ленинское (Ленинградская область)
Ленинское (до 1948 — Хаапала, фин. Haapala) — посёлок в Первомайском сельском поселении Выборгского района Ленинградской области.

## Название
Топоним Хаапала в дословном переводе означает «Осиновое». Деревня, очевидно, получила свое имя от рода Хаапанена, появившегося в ней еще до XVII века. 
27 июля 1947 года по постановлению исполкома сельсовета деревне Хаапала было избрано новое название Берёзовка. Вскоре это решение было отменено, а деревне присвоено новое имя — Ленинская.
Переименование было закреплено указом Президиума ВС РСФСР от 1 октября 1948 года.

## История
В начале XX века деревня состояла из трёх частей, каждая из которых носила собственное название: Пуллинен (фин. Pullinen) или Хаапала № 1, Тулокас (фин. Tulokas) или Хаапала № 2 и Луутахянтя (фин. Luutahäntä) или Хаапала № 3. 

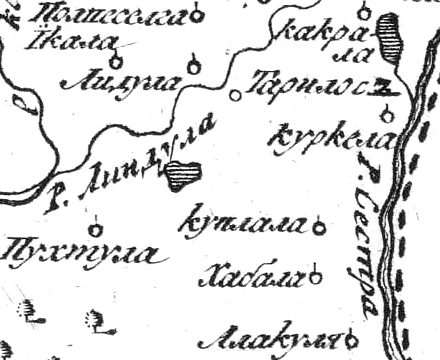
Деревня Хаапала (Хабала) на русской карте 1745 года

В 1917 году деревня Хаапала № 1 (Пуллинен), а затем в 1923 году Тулокас и Луутахянтя из волости Кивеннапа были переданы в дочернюю волость Терийоки. 

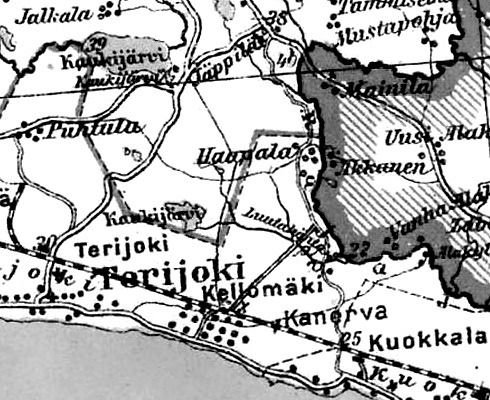
Деревня Хаапала на финской карте 1923 года

До 1939 года деревня Хаапала входила в состав волости Кивеннапа Выборгской губернии Финляндской республики. В 1939 году в каждой из её частей проживало соответственно: 46 семей (Пуллинен), 28 семей (Тулокас) и 21 семья (Луутахянтя). В Луутахянтя имелась народная школа и погранзастава Тулокас.
С 1 мая 1940 года по 30 сентября 1948 года — в составе Хаапальского сельсовета Каннельярвского (Райволовского) района. В 1940 году в Хаапала № 1 (Пуллинен) был образован «Хаапальский сельсовет», которому были подчинены 7 окрестных деревень: Хаапала, Ялкала, Йоутселькя, Майнила, Хииреля, Сеппяля и Хартонен. В Ялкала, где в 1917 году скрывался В. И. Ульянов (Ленин), уже тогда был организован небольшой ленинский музей.
С 1 июля 1941 года по 31 мая 1944 года — финская оккупация. 
С 1 октября 1948 года учитывается административными данными, как посёлок Ленинское в составе Ленинского сельсовета Рощинского района. 
В 1961 году население посёлка составляло 612 человек.
С 1 февраля 1963 года — в составе Выборгского района.
Согласно данным 1966 и 1973 годов посёлок Ленинское входил в состав Ленинского сельсовета и являлся его административным центром.
Согласно данным 1990 года посёлок Ленинское являлся административным центром Ленинского сельсовета, в который входили 5 населённых пунктов: Ильичёво, Ленинское, Майнило, Подгорное, Симагино общей численностью населения 2888 человек. В самом посёлке Ленинское проживали 1363 человека.
В 1997 году в посёлке Ленинское Ленинской волости проживали 1492 человека, в 2002 году — 1760 человек (русские — 90 %), посёлок являлся административным центром волости.
В 2007 году в посёлке Ленинское Первомайского СП проживали 1560 человек, в 2010 году — 1764 человека.

## География
Посёлок располагается в южной части района на автодороге 41К-087 (Репино — Симагино).
Расстояние до административного центра поселения — 16 км. Расстояние до районного центра — 96 км.
Расстояние до ближайшей железнодорожной станции Репино — 9 км. 
Через посёлок протекает река Сестра.

## Демография
| 1997 | 2007  | 2010  | 2017  | 2021  |
| ---- | ----- | ----- | ----- | ----- |
| 1492 | ↗1560 | ↗1764 | ↘1435 | ↗2073 |

## Достопримечательности
- Храмовый комплекс Константино-Еленинского монастыря (2000; архитектор Ф. К. Романовский)[16]
- К северо-востоку от посёлка Ленинское располагается особо охраняемая природная территория (ООПТ) местного значения «Охраняемый природный ландшафт Хаапала»; основана в 2008 г., площадь 396.1 га[17].
- В одном километре к северо-западу от посёлка расположена ещё одна ООПТ — основанный в 1976 году гидрологический заказник «Болото Ламминсуо» регионального значения.

## Фото

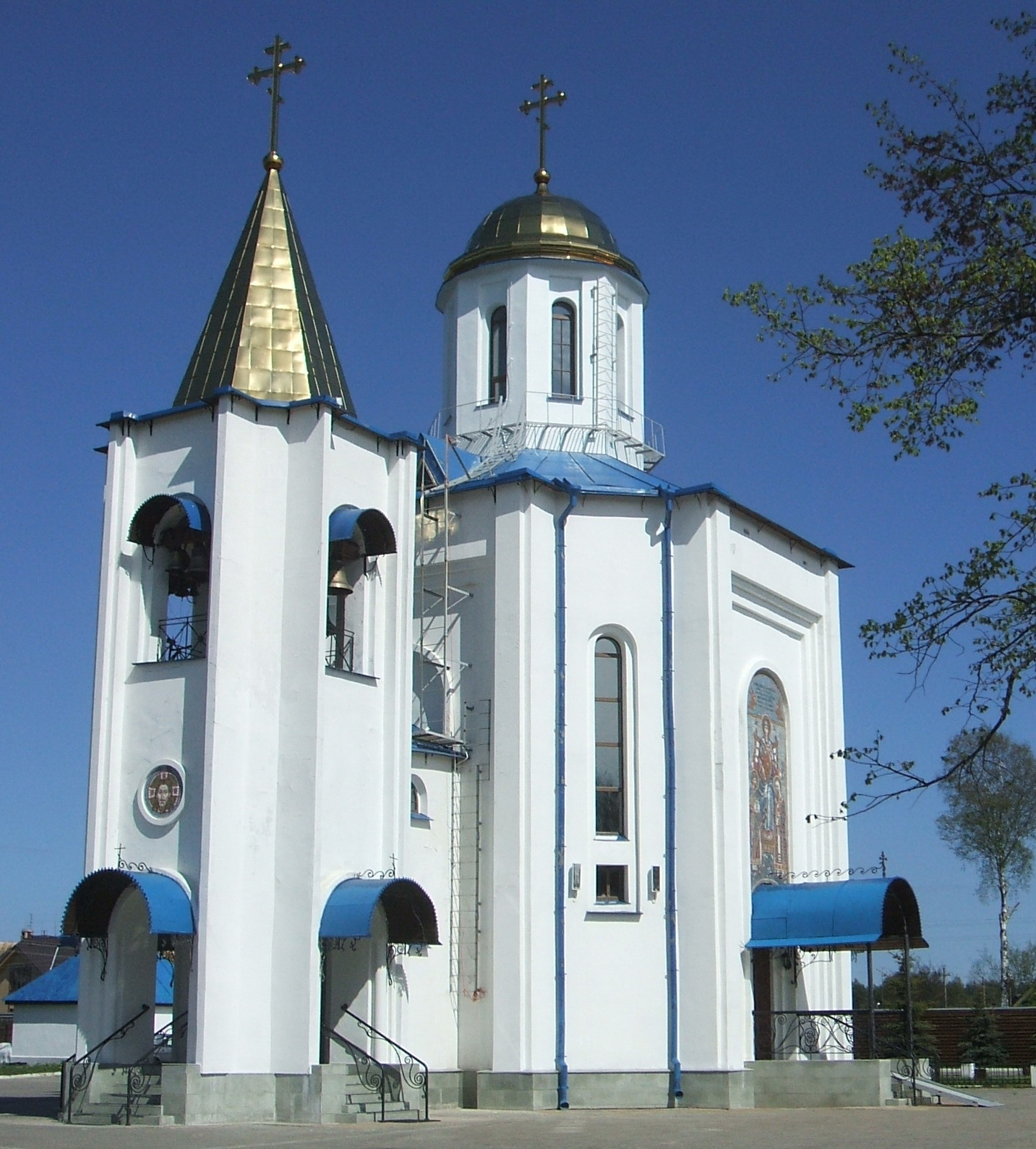
Константино-Еленинский храм
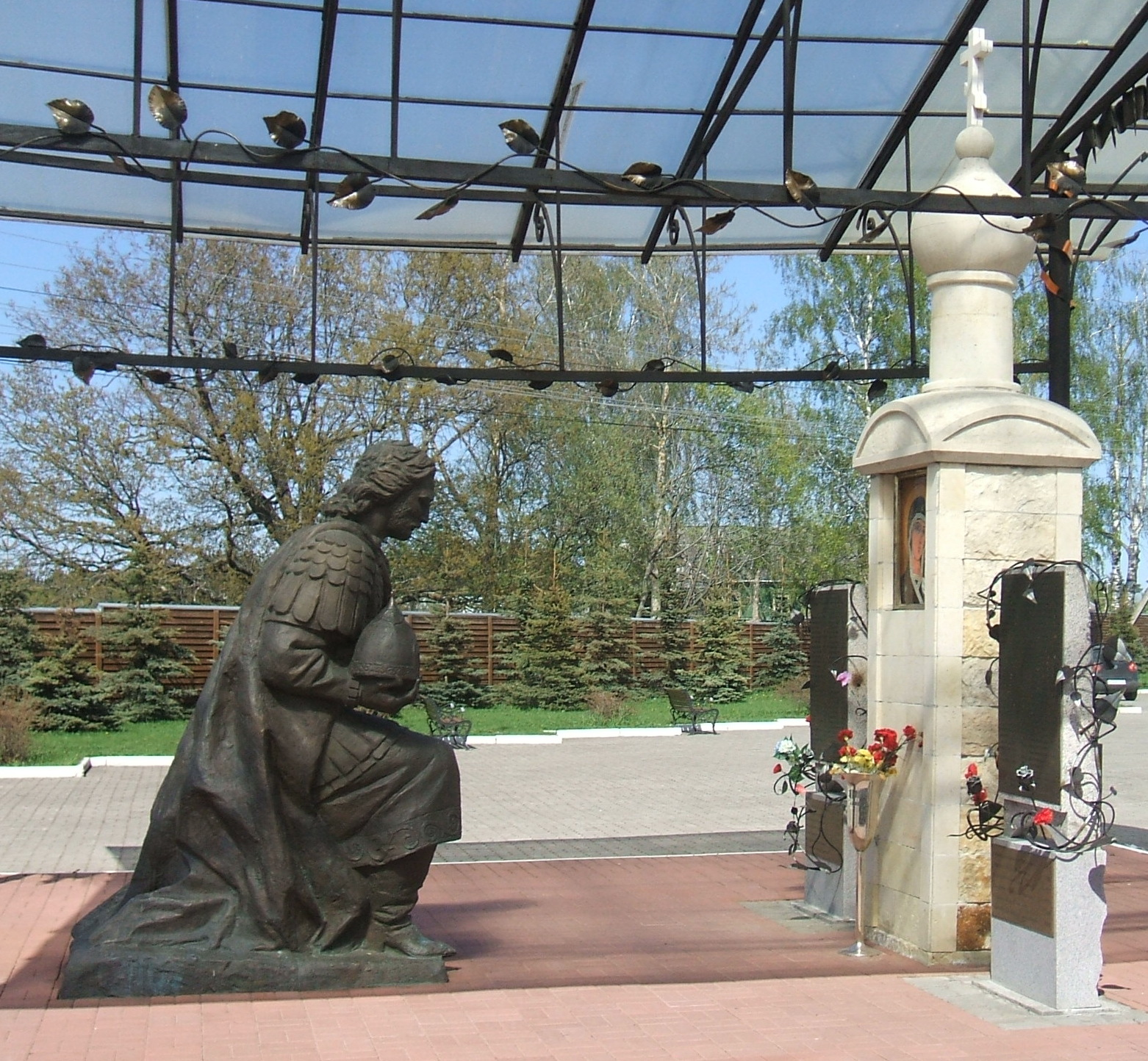
Памятник павшим в Великой Отечественной войне
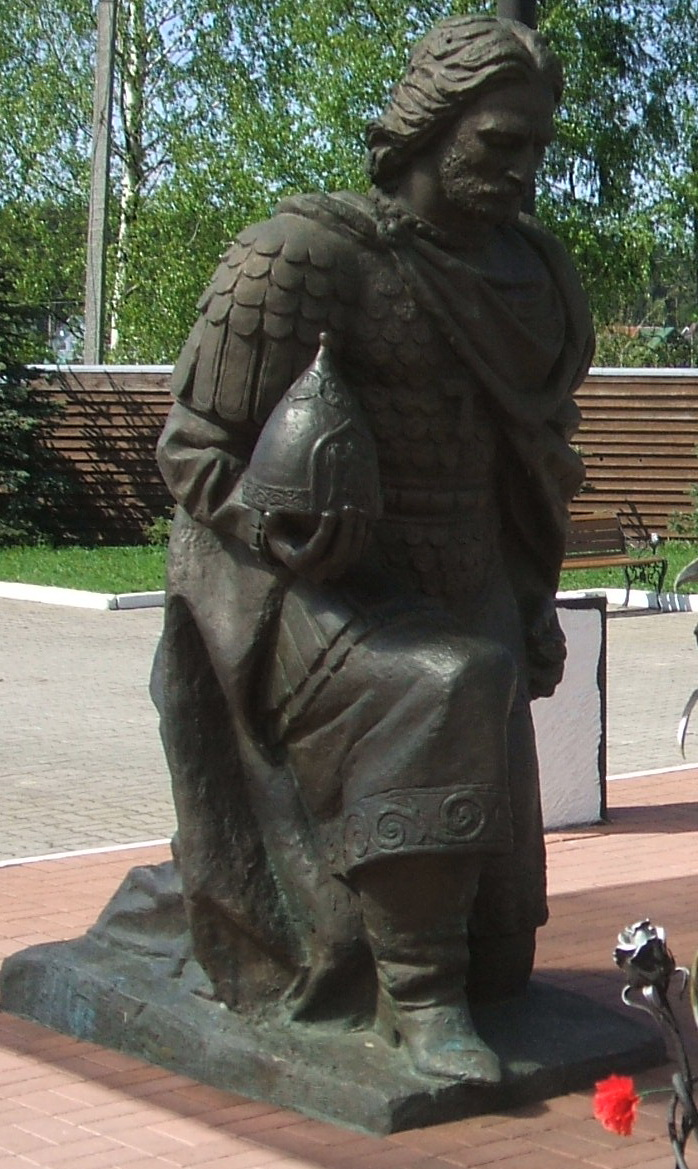
Монумент
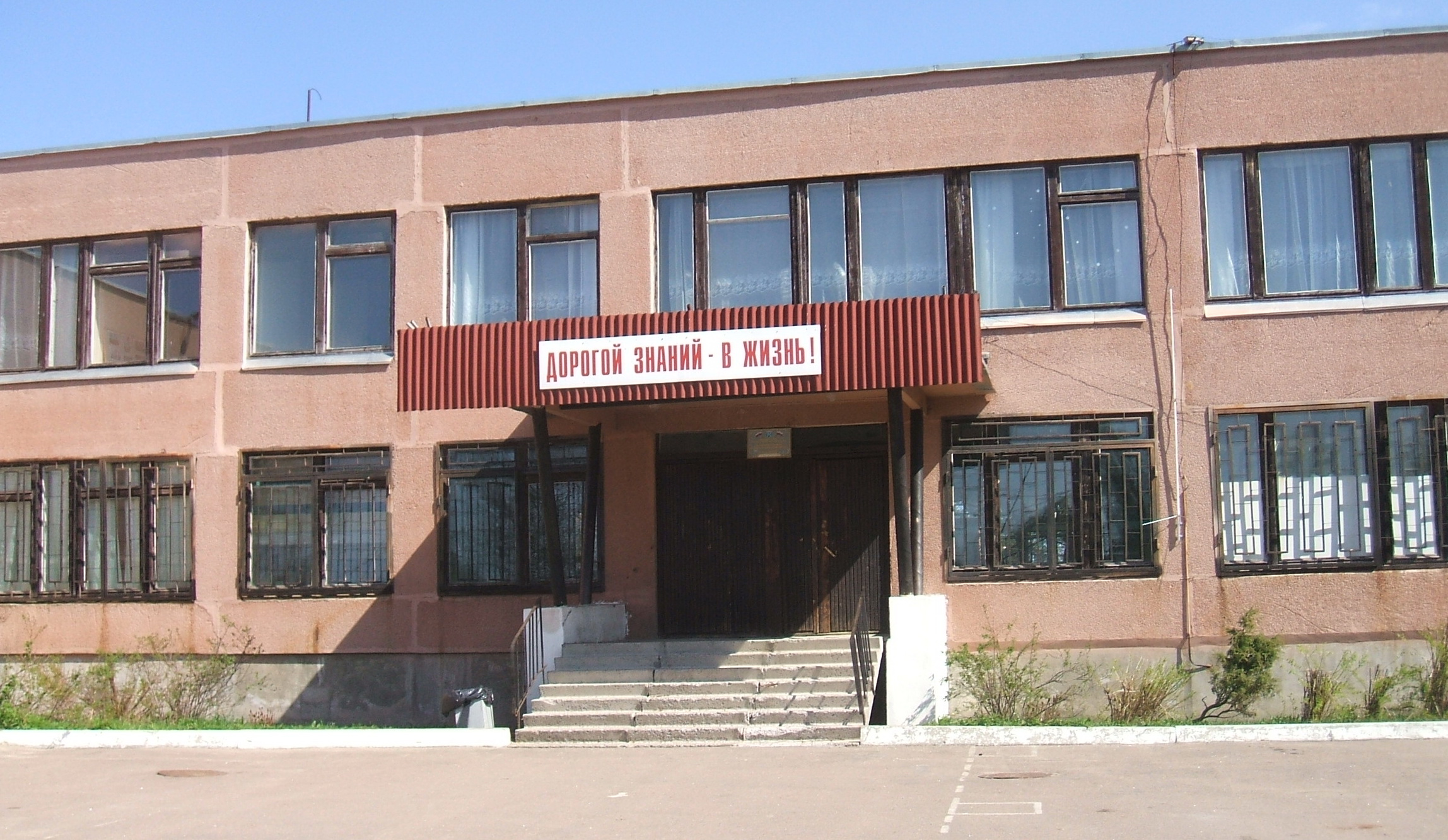
Школа

## Улицы
1-й Краснобаварский проезд, 1-я Лесная, 2-й Краснобаварский проезд, Алексеевская, Аметистовая, Балтийская, Берёзовая, Береговая, Бирюзовая, Бобровая, Брусничная, Выборгская, Дивная, Еленинский переулок, Еленинская, Еловый переулок, Еловый проезд, Жемчужная, Живописная, Западный проезд, Запрудная, Запрудный проезд, Заречная, Зелёная, Зелёная аллея, Изумрудная, Ильинская, Капитанская, Кедровая, Комаровская, Константиновская, Крайняя, Краснобаварский переулок, Краснобаварский проезд, Кубинская, Курортная, Лесная, Лесной переулок, Луговая, Малахитовая, Малая Репинская, Межевая, Мира, Морская, Нагорная, Новая, Новый проезд, Новый переулок, Ольгинская, Ольховая, Параллельная, Парковая, Певческая, Пейзажная, Первомайская, Песочная, Песчаный переулок, Полевая, Прибрежная, Речная, Речников, Рубиновая, Рябиновая, Садовая, Сапфировая, Северный переулок, Сестринская, Сестрорецкая, Сестрорецкий переулок, Советская, Солнечная поляна, Сосновая, Сосновый проезд, Спутниковая, Спутниковый, Счастливая, Твёрдый переулок, Тихая, Учительская, Хвойная, Цветочная, Цветочный переулок, Центральная, Черничная, Черничный проезд, Широкая, Янтарная.